# Malitshobma
Malitshobma är en kulle i Finland. Den ligger i Utsjoki kommun i landskapet Lappland, i den norra delen av landet, 1 000 km norr om huvudstaden Helsingfors. Toppen på Malitshobma är 401 meter över havet.
Terrängen runt Malitshobma är huvudsakligen platt, men den allra närmaste omgivningen är kuperad.  Trakten runt Malitshobma är nära nog obefolkad, med mindre än två invånare per kvadratkilometer. Närmaste större samhälle är Karigasniemi, 14,5 km nordväst om Malitshobma. Omgivningarna runt Malitshobma är i huvudsak ett öppet busklandskap.